# Flöthe
Flöthe är en kommun i Landkreis Wolfenbüttel i förbundslandet Niedersachsen i Tyskland. 
Kommunen bildades 1 mars 1974 genom en sammanslagning av de tidigare kommunerna Groß Flöthe och Klein Flöthe.
Kommunen ingår i kommunalförbundet Samtgemeinde Oderwald tillsammans med ytterligare fem kommuner.